# 가이바라정
가이바라정(柏原町)은 효고현 중동부에 존재했던 정이며 히카미군에 속했다.
2004년 11월 1일에 히카미군6정이 합병해 단바시가 탄생함으로써 소멸하였다. 

## 역사
- 1889년 4월 1일 - 정촌제 시행과 함께 12개정과 8개촌의 정역을 확대해 가이바라정이 성립하였다.
- 1936년 2월 21일 - 가와치-야마토 지진이 발생, 흔들림으로 시내 건물의 기와가 일제히 떨어지는 등 다수 피해를 입었다.
- 1955년 10월 1일 - 니이촌과 합병해 새로운 가이바라정이 성립하였다.
- 2004년 11월 1일 - 히카미정, 아오가키정, 가스가정, 산난정, 이치지마정이 합병해 단바시가 성립하였다. 동일 가이바라정은 폐지되었다.

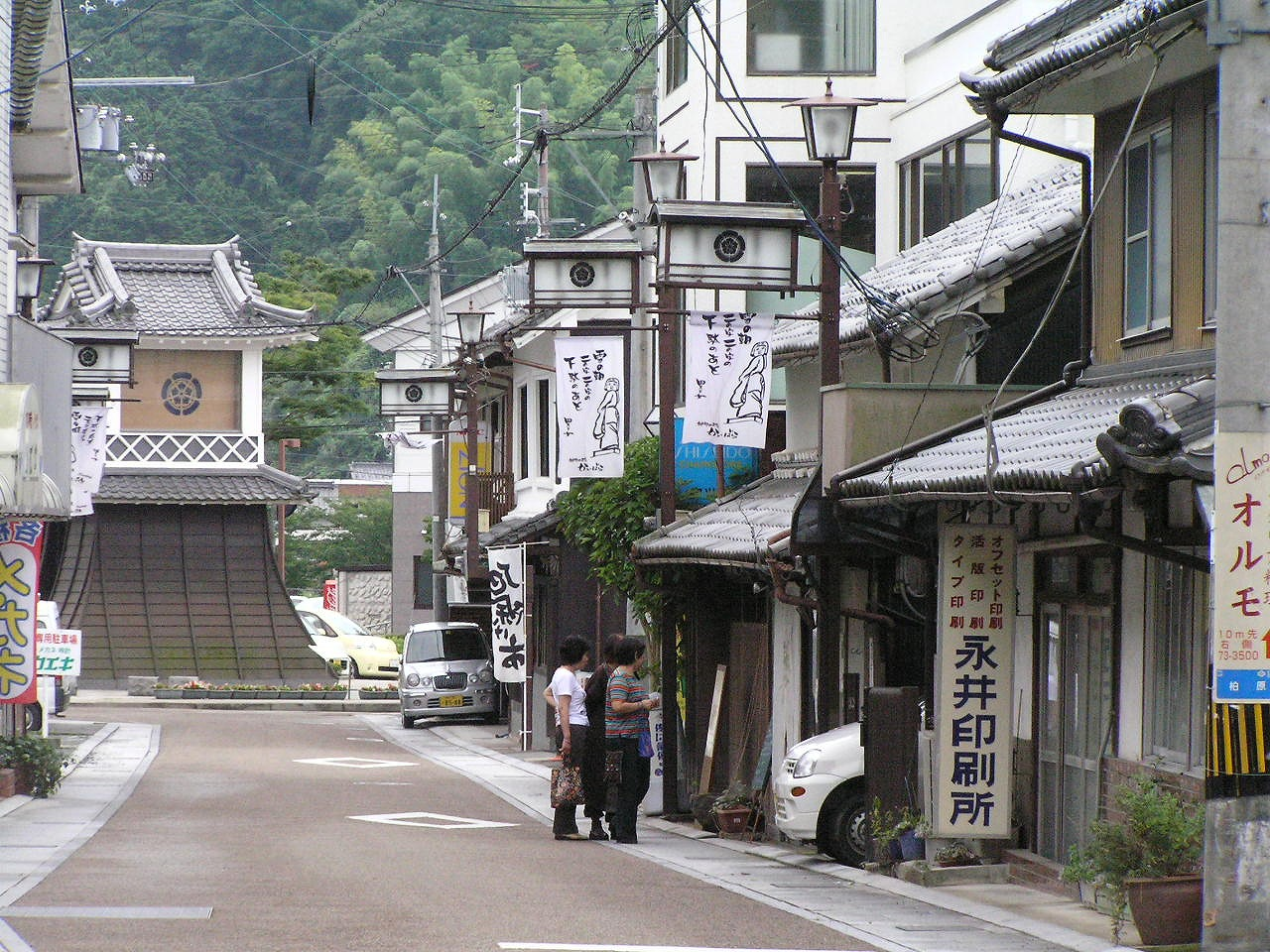
조카마치였음을 느낄 수 있도록 고안된 가시와바라역 앞길
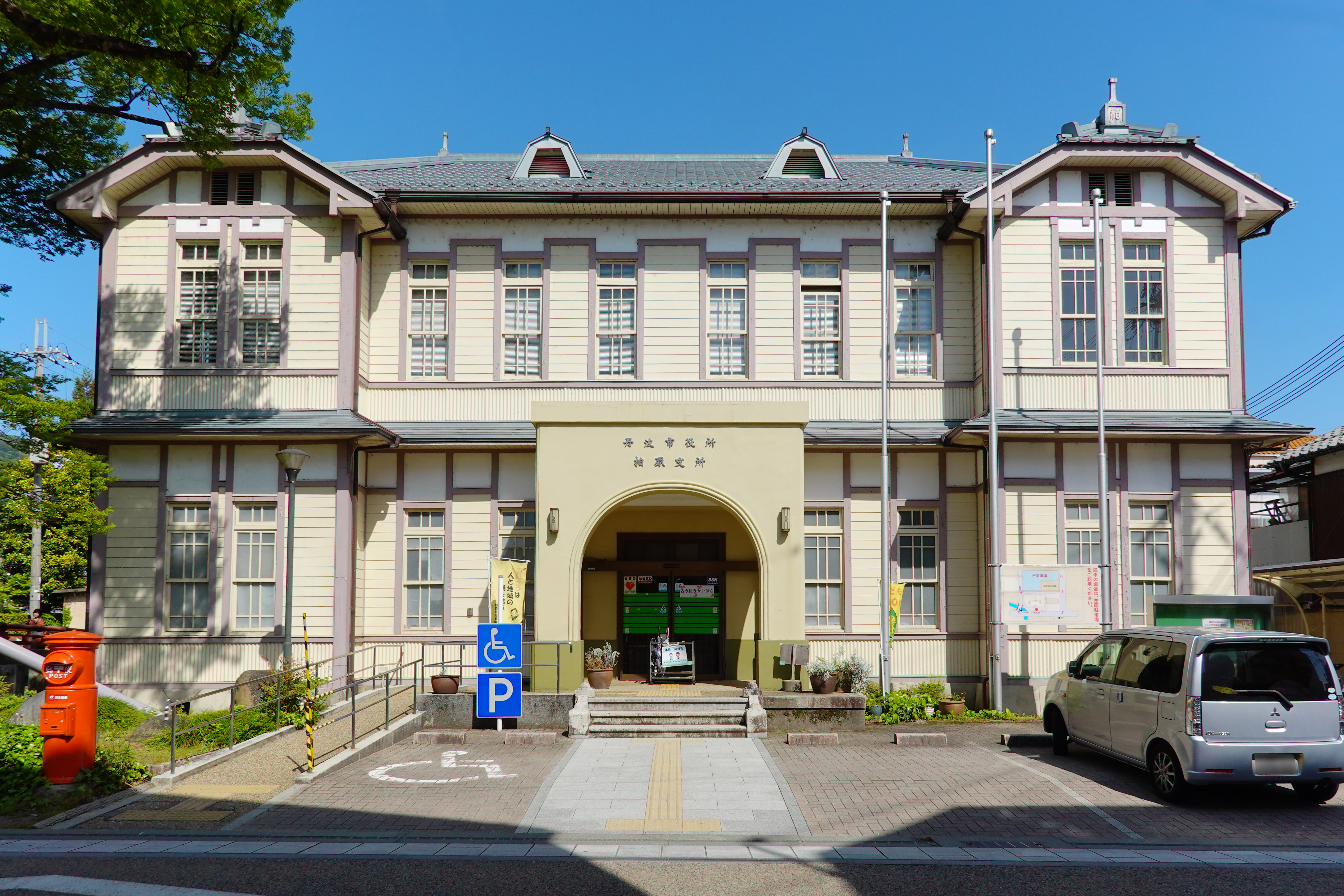
단바 시청 가시와바라 지소 (구 가시와라 정사무소)

## 교통

### 철도
- 서일본 여객철도 후쿠치야마 선(중심역)

### 도로
- 국도 제176호선 (일본)(일본어판)